# 瓦努阿图
（比斯拉馬語：Vanuatu）是位於太平洋西南部的島國，於1980年脫離英國與法國的殖民並獨立建國，由80多個岛屿（68個有人居住）组成，屬於美拉尼西亞群島的一部分，其一年四季均為熱帶海洋性氣候。

## 歷史
大約公元前4000年開始，瓦努阿图的不少島嶼就已經有人居住。而大約在公元前1300年，該地已經有一些陶器文物的痕跡。

### 歐洲殖民時期
1606年，由佩德罗·费尔南德斯·德·基罗斯帶領的西班牙探險隊成為第一批登陸該島的歐洲人，認為該地是未知的南方大陸。在18世紀末，英國採險家詹姆斯·庫克在第二次航海中到達了該島，把該島命名為新赫布里底群島，爾後歐洲人便開始移居當地。
1887年起，新赫布里底群島由英法海軍委員會管理。1889年，維拉港居民宣布自治，成立弗朗斯维尔独立公社，雖然只有白人才有實際統治權，卻成為第一個實行無性別之分的普選的自治地區；次年，公社被英法联合海军委员会镇压。1906年，英國和法國兩國同意新赫布里底群島由英法兩國共同管治，成立新赫布里底群島共管地。由於更多歐洲人移居當地，1935年的新赫布里底群島的人口超過45,000人。二次大戰期間，埃提島和圣埃斯皮里图岛用作盟軍的軍事基地。

### 獨立時期
在1980年7月30日，萬那杜得到獨立，並成為大英國協會員國，又分別在1981年和1983年加入聯合國和不結盟運動。
2013年2月，联大批准瓦努阿图从最不发达国家行列“毕业”。在飓风“帕姆”造成严重破坏后，2015年获准延期。2020年，瓦努阿图被正式除名，步入发展中国家行列。

## 地理

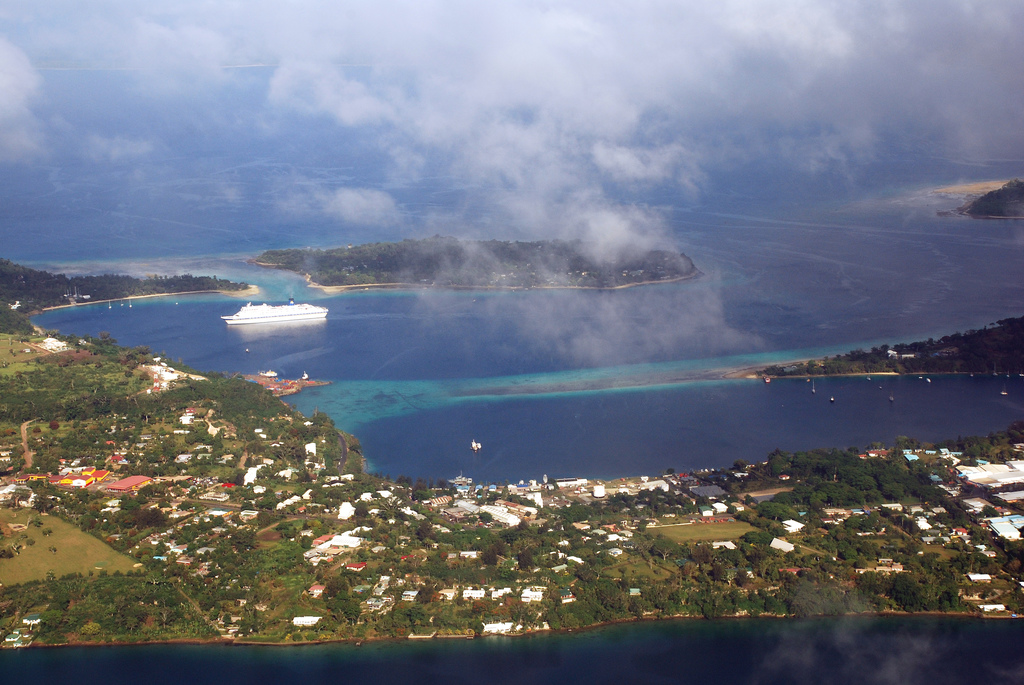
維拉港

萬那杜由83個島嶼組成，並且宣稱擁有馬修島和獵人島的主權。83個島嶼之中，14個的面積超過100平方公里，當中最大的為圣埃斯皮里图岛。萬那杜的首都是維拉港，也是萬那杜最大的城市，位於埃提島和盧甘維爾。萬那杜屬於熱帶和亞熱帶氣候，擁有熱帶雨林，大部份島嶼都有高山和火山，最高的山是位於聖埃斯皮里的布韋馬薩納峰，高1,879米。

#### 自然灾害
2015年，聯合國大學將瓦努阿圖列為其評估的所有國家中自然災害風險最高的國家。

##### 熱帶氣旋
萬那杜常受氣旋吹襲。2015年3月，該國受氣旋帕姆蹂躪，災情慘重，多條村落被吹毀，首都維拉港（Port Vila）超過90%建築物損毀。

##### 地震
瓦努阿圖的地震頻繁發生，有時還会伴隨著海嘯。

## 行政區劃

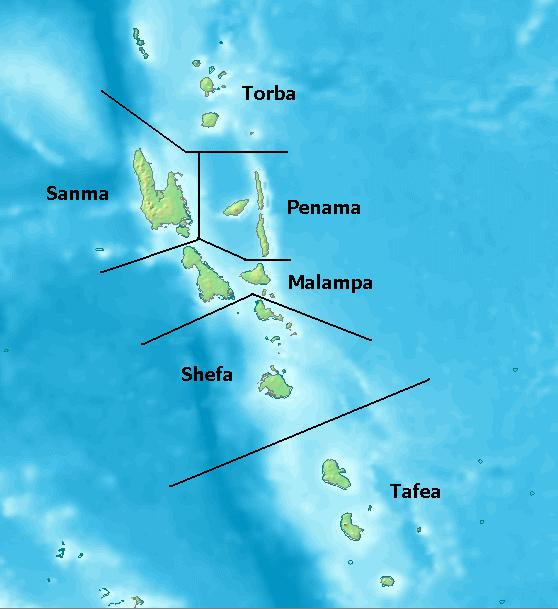
萬那杜行政區

自1994年，萬那杜全國劃分為六個省份：
- 馬朗巴省
- 彭納馬省
- 桑马省
- 谢法省
- 塔菲阿省
- 托尔巴省[11]

## 政治

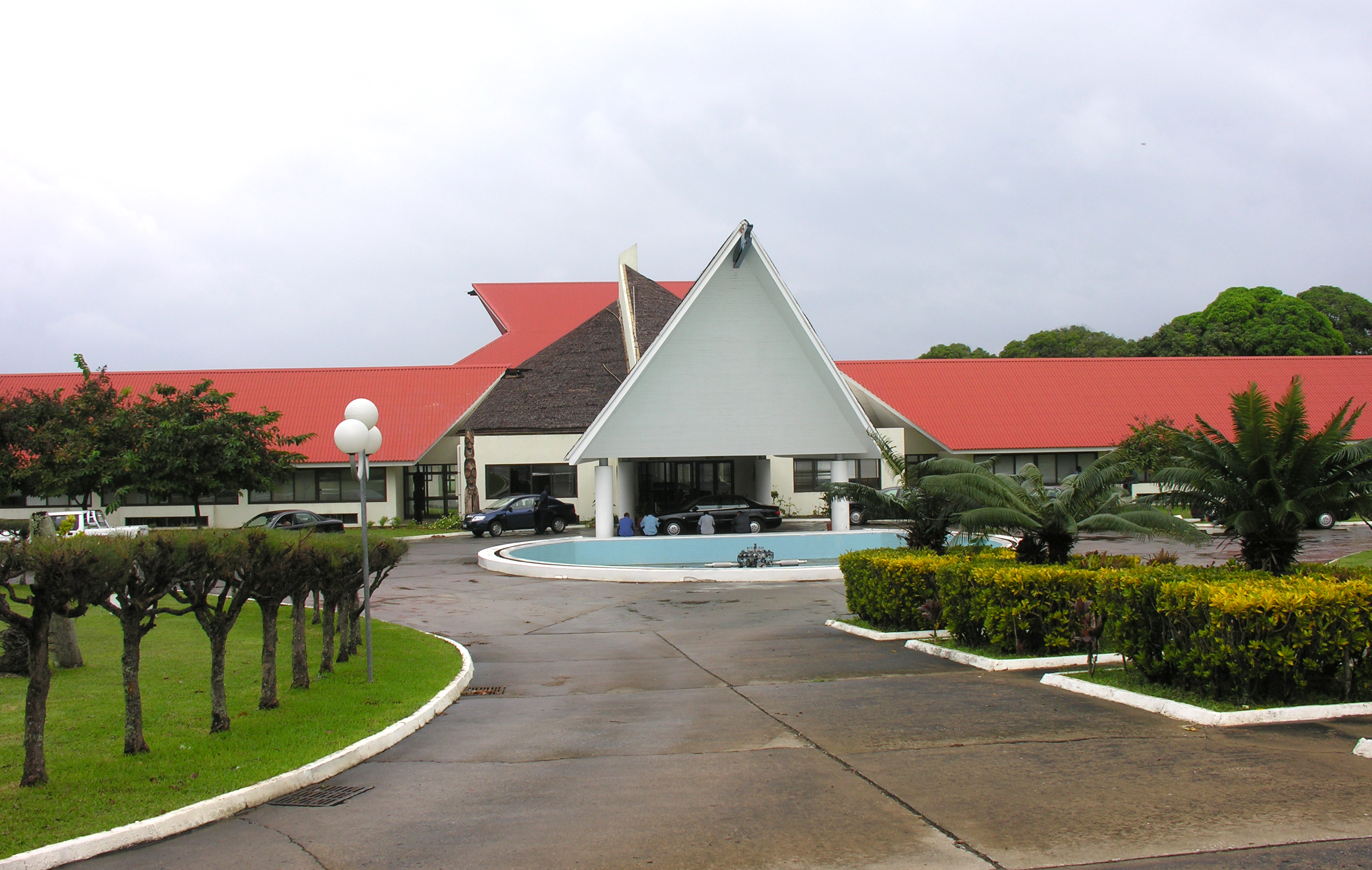
瓦努阿圖議會

萬那杜行議會民主制，其国家元首是總統，任期為5年。總統由議院選出，候選人必須取得三分之二的票數才可當選，而萬那杜的政治首腦為總理。萬那杜議院屬於一院制，由52人組成，議員由人民選出，任期為4年。
萬那杜加入了不少國際組織，包括大英國協、世界銀行、亞洲開發銀行、國際貨幣基金組織、文化和技術合作機構和全球法語區。

## 外交
截至2025年6月，瓦努阿图已与133个国家保持外交关系，其中包括128个联合国成员国，以及巴勒斯坦、梵蒂冈两个联合国观察员国。
瓦努阿图1982年3月26日与中华人民共和国建交，2004年11月3日瓦努阿图曾同中华民国签署建交公报，但7天后因瓦努阿图外交部部长更换，此公报被宣布无效、被撤销而告终。
瓦努阿图承认阿拉伯撒哈拉民主共和国、科索沃为主权国家的地位。
阿布哈兹曾在2011年与瓦努阿图建交，但2013年俄罗斯不再给予瓦努阿图经济援助后，瓦努阿图和阿布哈兹断交，转而与格鲁吉亚建交，并承认阿布哈兹为格鲁吉亚的一部分。

## 經濟

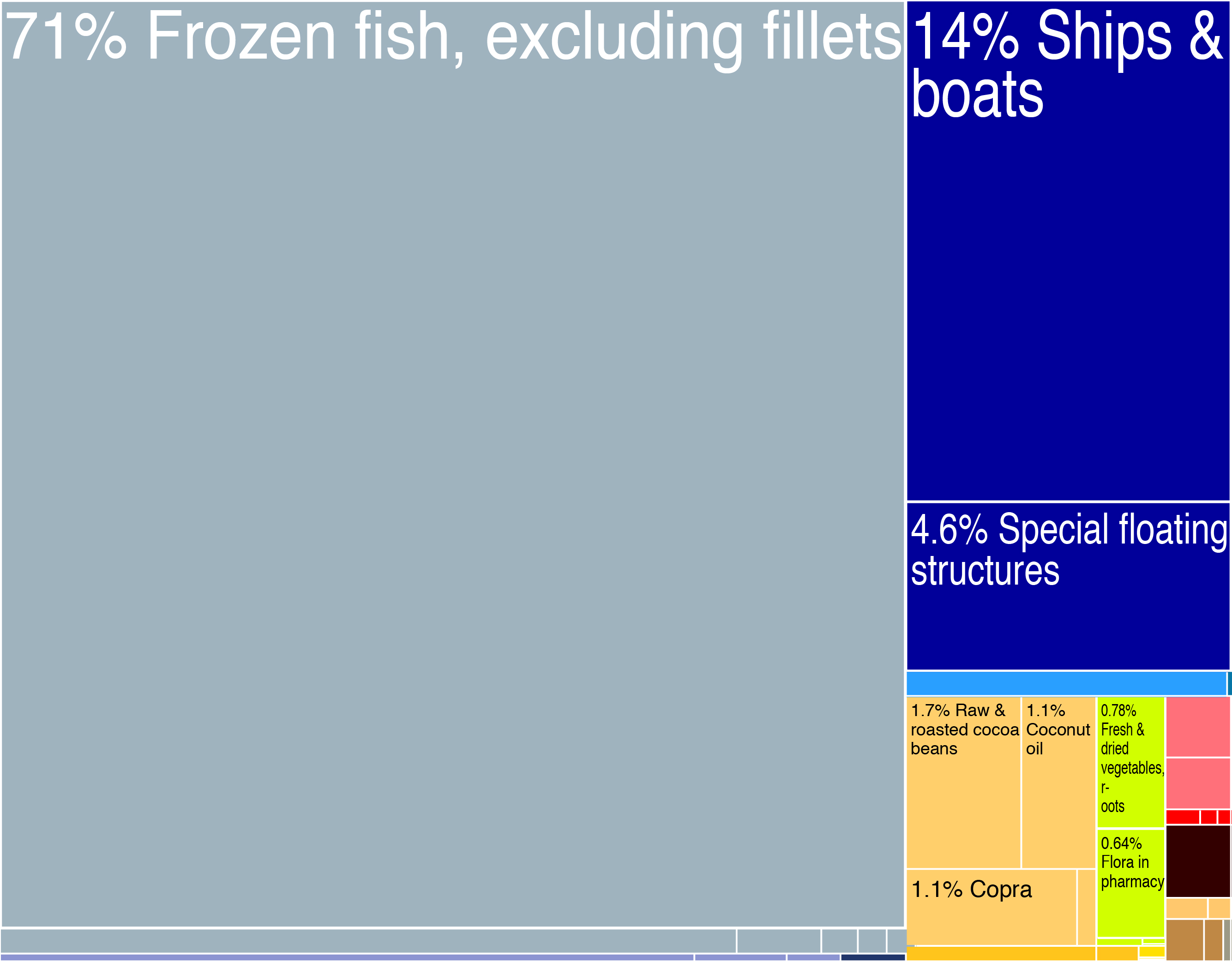
瓦努阿圖的產品出口在28個顏色編碼的類別的圖形化描述。

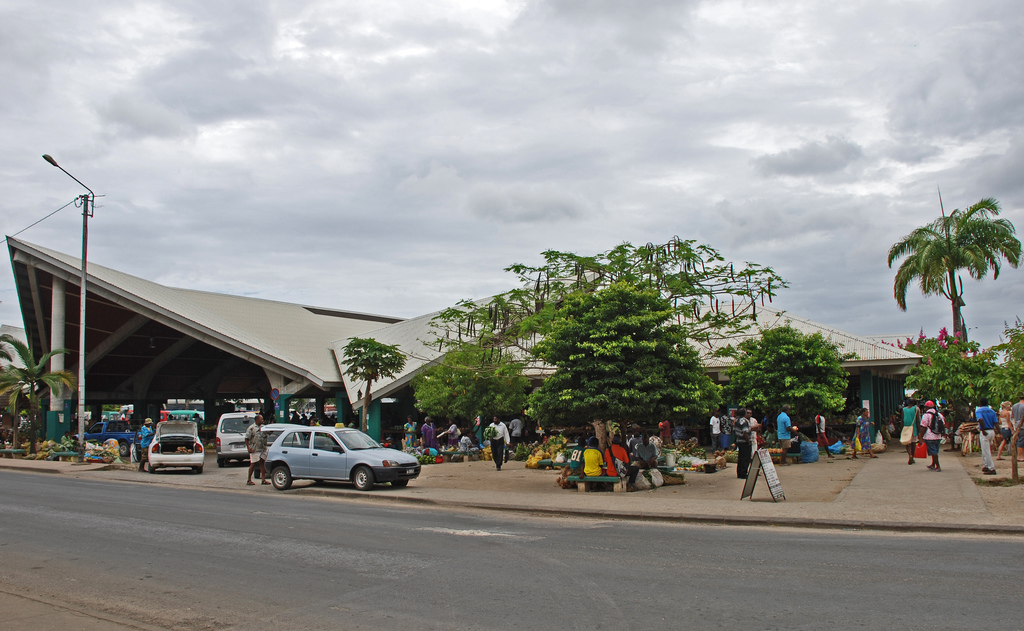
維拉港市場

萬那杜的人多數從事第一級生產，主要為農業，其農作物可供應萬那杜約65%人的需要；另外，漁業和畜牧業也是萬那杜的主要經濟活動之一。觀光業在萬那杜也很重要，是政府的重要收入來源之一。
瓦努阿图工业由于物价和生产成本高，各种产品缺乏出口竞争力，主要工业产品从外国进口，在瓦努阿图本国销售。瓦努阿图有椰子加工、食品、木材加工、屠宰、肥皂等小工厂。

## 交通
瓦努阿圖的道路系統未經開發，少於100英里的路是鋪平的，大多數為泥路和只適合四驅車行駛。每個島都有一個小型的港口或碼頭讓小型貨船和小艇定期上落貨。在瓦努阿圖，單車是受歡迎的代步工具。維拉港和盧甘維爾有一定數量的計程車和小型巴士。

## 人口

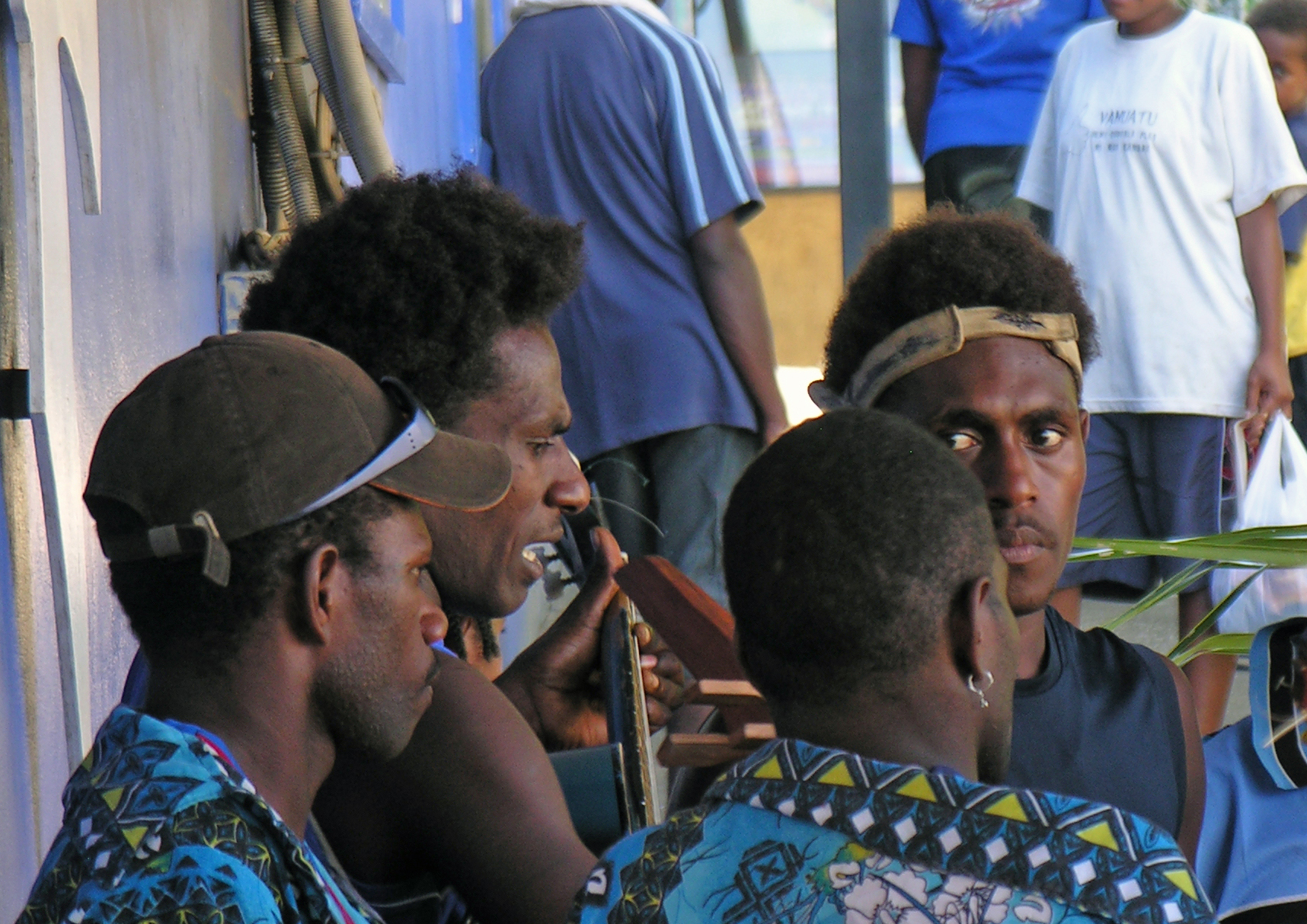
維拉港街道上的人们

根據瓦努阿圖1999年統計，有95,682名男性和90,996名女性。官方統計數據顯示，二十世紀後半期的嬰兒死亡率下降，從1967年每1,000人口有123人死亡在1999年下降至每1,000人口有25人死亡。然而，美國中央情報局在其2011年估計每1000名活產嬰兒便有46.85名嬰兒死亡。雖然維拉港和盧甘維爾有數以萬計的人群，但主要人口居於農村地區。

## 宗教
基督教為瓦努阿圖的主要宗教。當中約1/3人口信奉的長老教會是最大的宗教派别。其次是天主教會和聖公會，約百分之15人口為信徒，余下信徒人口则信奉其他派。

## 移民法律

### 資本投資移民法案
瓦努阿圖共和國政府於2014年4月正式推出資本投資移民法案（CIIP），只需投資不少於32萬美元，從而為當地帶來就業機會，推動當地經濟。瓦努阿圖政府於2014年5月正式授權瓦努阿圖國家投資移民有限公司（VNIIL），全球獨家總代理瓦努阿圖資本投資移民法案專案（CIIP）。
政府於2015年6月正式取消瓦努阿圖國家投資移民有限公司（VNIIL）為全球獨家總代理的資格。

## 文化

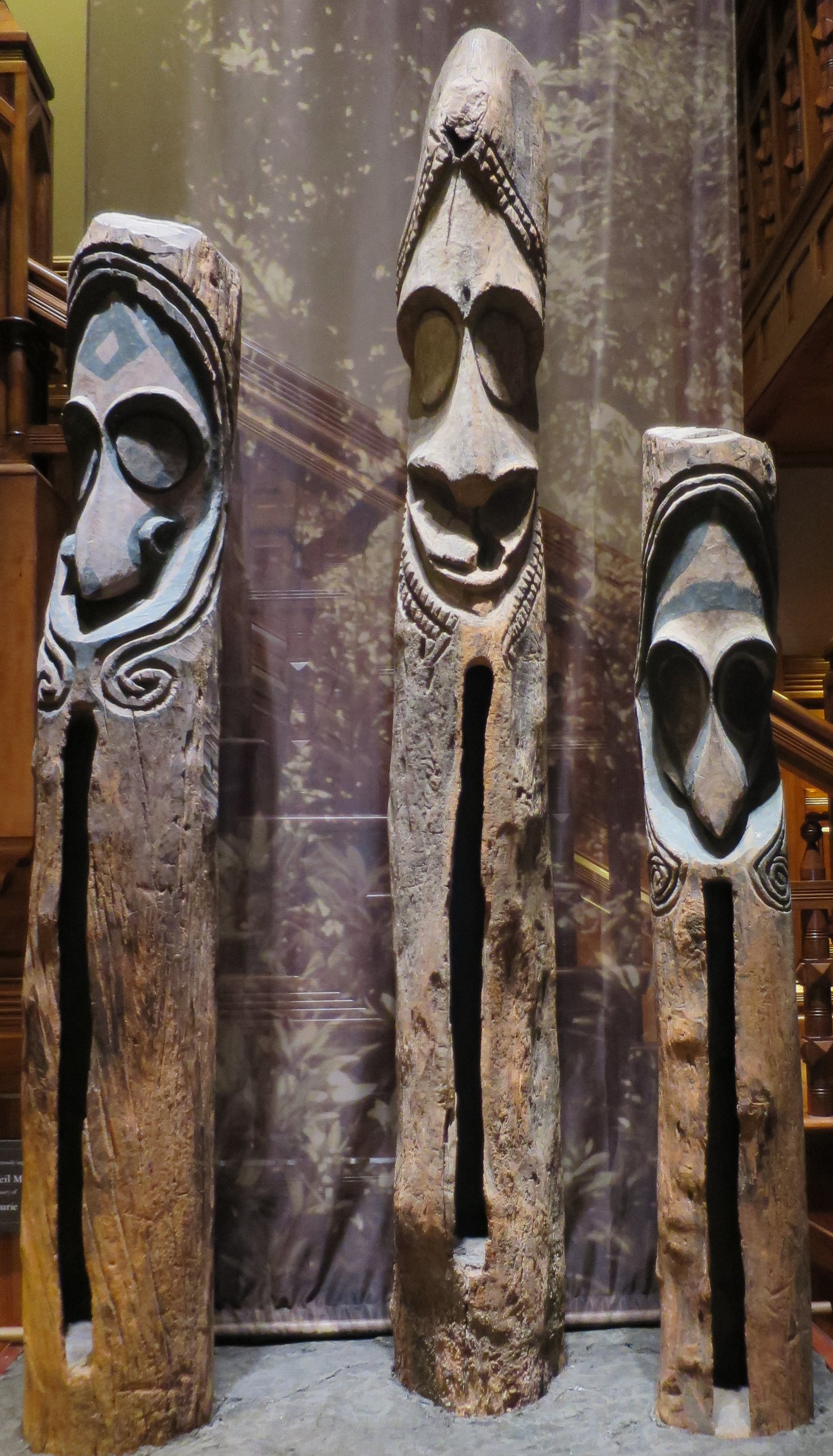
木造梆子

萬那杜的官方語言為英語、法語和比斯拉馬語。比斯拉馬語是一種皮欽語和克里奧爾語，混合了英語字詞和美拉尼西亞語文法。萬那杜有獨特的本土文化，他們的樂器稱為梆子（slit drums），是一類打擊樂器。

## 民俗
瓦努阿圖民風簡樸，民眾友善親切，會主動和遊客打招呼。當地的人都習慣在路旁的大樹摘取樹果，周圍地方都有樹果唾手可得。

## 教育
南太平洋大学瓦努阿圖分校位於維拉港，南太平洋大学由12個太平洋國家共同擁有，瓦努阿圖分校主要教授法律和語言學。基於瓦努阿圖僅有一所大學，所以一般都稱為瓦努阿圖大學。